# Fixação (genética populacional)
Em genética populacional, fixação ocorre quando todos os indivíduos de uma população tem o mesmo alelo num locus particular. O alelo, tal como uma única mutação pontual ou um gene inteiro, será inicialmente raro (originário, por exemplo, num único indivíduo), mas pode espalhar-se pela população por deriva genética e/ou selecção positiva. Quando a frequência do alelo atinge os 100%, sendo possuído por todos os membros, diz-se que ficou "fixado" na população. Da mesma forma, diferenças genéticas entre taxa dizem-se fixadas em cada espécie.